# 덧뵈기
남사당이란 조선조 후기 이래 1920년경까지 한국의 농어촌을 돌아다니며 서민들을 상대로 놀이를 제공하며 생활해 온 유랑예인(流浪藝人)의 무리를 말한다. 이들의 주요 레퍼토리는 풍물(農樂)·버나(대접돌리기)·살판(땅재주)·어름(줄타기)·덧보기(假面舞劇)·덜미(꼭두각시놀음) 등으로, 재인(才人)·광대(廣大)들의 가무백희(歌舞百戱)의 전통을 전승해 온 것들이다. 
그들의 가면무극(假面舞劇)인 덧보기는 원형(原型)이 되어 준 산대도감극이나 양주별산대놀이·봉산탈춤 등에 비해 더욱 날카로운 풍자와 패러디를 보여준다. 또한 남사당 덧보기는 짜임새가 뛰어나 춤보다 재담과 동작(科：action) 부분이 주도적이며, 의식성(儀式性)이나 행사성에 관계없이 그때그때 서민의 오락에 대한 갈구를 충족시켜 왔다. 이러한 서민취향의 풍자극은 양반과 상놈의 갈등을 상놈편에서 다루었으며, 거침없는 직설적 재담은 재미에만 그치지 않고 사회극으로서의 일면을 보여주기도 한다. 
연희장소는 마을의 큼지막한 뜰이나 마당이며, 앞에서 적은 여섯 가지 놀이 중 다섯번째로 연희되고, 시간은 대개 자정 무렵으로, 텃고사부터 시작된다. 과장은 네과장으로 구성되며, 1과장 집탈마당, 2과장 샌님마당, 3과장 말뚝이마당, 4과장 피조리마당 등인데, 바가지 위에 종이를 붙여 만든 가면 11개가 사용된다. 

## 남사당 탈춤사위
남사당놀이 다섯번째 놀이가 탈놀음인데 이를 '덧보기'라 하고, 그 탈춤사위를 덧보기춤이라고 한다. 일정한 지역단위의 놀이가 아니라 전국을 돌아다니며 연희를 해오던 관계로 춤사위 역시 복합적인 요소가 많다. 그러나 오랫동안 주로 안성(安城)의 청룡사(靑龍寺) 등 경기도 지역을 근거로 하고 있어 춤사위가 산대춤의 영향을 많이 받고 있음을 알 수 있다. 또한 남사당 덧보기춤은 탈춤 뿐만 아니라 어름(줄타기)과 풍물(농악놀이)에 나타나는 춤사위와 꼭두각시놀음에 나오는 인형들의 팔벌림·사위뿌림·몸짓춤 등을 통틀어 말하며, 또한 '덧보기'는 춤장단으로서 타령장단을 일컬어 ① 가면극, ② 춤사위, ③ 장단 등의 세 가지 의미를 포함하고 있다. 다만 여타의 지역단위 가면극들보다는 전혀 의식성이나 행사성에 관계없이 연희되었기 때문에, 지역단위의 그것보다는 춤보다 재담과 동작 부분이 주도적이다.
덧보기춤사위에는 다음과 같은 것이 있다. 
- 풍물춤(무동춤, 벅구춤, 쩍쩍이춤)
- 어름춤
- 덧보기춤(나비춤, 닭이똥사위, 팔뚝고개잡이, 피조리춤)

## 남사당덧보기의 예능보유자
새로 발굴된 남사당덧보기의 예능보유자는 다음과 같다. 
- 남형우(南亨祐)
- 양도일(梁道一)
- 조송자(趙松子)
- 박계순(朴季順)
- 남기환(南基煥)
- 박용태(朴龍泰)
- 김세중(金世中)
- 송순갑(宋淳甲)

## 참조 자료
- 이 문서에는 다음커뮤니케이션(현 카카오)에서 GFDL 또는 CC-SA 라이선스로 배포한 글로벌 세계대백과사전의 내용을 기초로 작성된 글이 포함되어 있습니다.